# Équipe de Suisse de football en 1933
Cet article présente les résultats de l'équipe de Suisse de football lors de l'année 1933. En mai et octobre, elle rencontre pour la première fois les équipes de Yougoslavie et de Roumanie. En mai, c'est également la première fois qu'elle affronte l'équipe principale d'Angleterre, et non plus l'équipe amateure.
A noter que le 29 octobre 1933, à Berne, le match de la Suisse contre la Roumanie se solde sur le terrain par un match nul 2-2. Mais la Roumanie avait aligné un joueur non sélectionnable et la FIFA accorde alors une victoire sur tapis vert à la Suisse sur le score de 2-0,.

## Bilan
|           | Nombre de matchs | Victoires | Défaites | Matchs nuls | Buts marqués | Buts encaissés |
| Domicile  | 6                | 1         | 3        | 2           | 9            | 15             |
| Extérieur | 4                | 1         | 2        | 1           | 6            | 10             |
| Neutre    | 0                | 0         | 0        | 0           | 0            | 0              |
| Total     | 10               | 2         | 5        | 3           | 15           | 25             |

## Matchs et résultats
| Match amical                                | Pays-Bas | 0 - 2   | Suisse                    | Stade olympique, Amsterdam                    |                                               |
| 22 janvier 1933 · Historique des rencontres |          | (0 - 1) | 15e von Känel · 65e Jäggi | Spectateurs : 28 000 Arbitrage : Stanley Rous | Spectateurs : 28 000 Arbitrage : Stanley Rous |
| 22 janvier 1933 · Historique des rencontres | Rapport  |         |                           | Spectateurs : 28 000 Arbitrage : Stanley Rous | Spectateurs : 28 000 Arbitrage : Stanley Rous |

| Match amical                             | Suisse                               | 3 - 3   | Belgique                      | Hardturm, Zurich                              |                                               |
| 12 mars 1933 · Historique des rencontres | M. Abegglen 7e · A. Abegglen 51e 58e | (1 - 1) | 5e Desmedt · 52e 90e Voorhoof | Spectateurs : 25 000 Arbitrage : Stanley Rous | Spectateurs : 25 000 Arbitrage : Stanley Rous |
| 12 mars 1933 · Historique des rencontres | Rapport                              |         |                               | Spectateurs : 25 000 Arbitrage : Stanley Rous | Spectateurs : 25 000 Arbitrage : Stanley Rous |

| Coupe internationale européenne 1933-1935        | Suisse  | 0 - 3   | Italie                        | Les Charmilles, Genève                       |                                              |
| 2 avril 1933 · 15h00 · Historique des rencontres |         | (0 - 1) | 35e 60e Schiavio · 75e Meazza | Spectateurs : 25 000 Arbitrage : Louis Baert | Spectateurs : 25 000 Arbitrage : Louis Baert |
| 2 avril 1933 · 15h00 · Historique des rencontres | Rapport |         |                               | Spectateurs : 25 000 Arbitrage : Louis Baert | Spectateurs : 25 000 Arbitrage : Louis Baert |

| Match amical                           | Suisse                                     | 4 - 1   | Yougoslavie | Hardturm, Zurich                              |                                               |
| 7 mai 1933 · Historique des rencontres | von Känel 5e · Abegglen 44e 63e · Jäck 80e | (2 - 1) | 20e Hitrec  | Spectateurs : 20 000 Arbitrage : Louis Raguin | Spectateurs : 20 000 Arbitrage : Louis Raguin |
| 7 mai 1933 · Historique des rencontres | Rapport                                    |         |             | Spectateurs : 20 000 Arbitrage : Louis Raguin | Spectateurs : 20 000 Arbitrage : Louis Raguin |

| Match amical                            | Suisse  | 0 - 4   | Angleterre                          | Neufeld, Berne                                        |                                                       |
| 20 mai 1933 · Historique des rencontres |         | (0 - 1) | 21e 75e Bastin · 71e 77e Richardson | Spectateurs : 27 000 Arbitrage : Peter Joseph Bauwens | Spectateurs : 27 000 Arbitrage : Peter Joseph Bauwens |
| 20 mai 1933 · Historique des rencontres | Rapport |         |                                     | Spectateurs : 27 000 Arbitrage : Peter Joseph Bauwens | Spectateurs : 27 000 Arbitrage : Peter Joseph Bauwens |

| Coupe internationale européenne 1933-1935     | Hongrie                         | 3 - 0   | Suisse | Hidegkuti Nándor Korut, Budapest                   |                                                    |
| 17 septembre 1933 · Historique des rencontres | Avar 8e 76e · Minelli 65e (csc) | (1 - 0) |        | Spectateurs : 20 000 Arbitrage : Hans Frankenstein | Spectateurs : 20 000 Arbitrage : Hans Frankenstein |
| 17 septembre 1933 · Historique des rencontres | Rapport                         |         |        | Spectateurs : 20 000 Arbitrage : Hans Frankenstein | Spectateurs : 20 000 Arbitrage : Hans Frankenstein |

| Éliminatoires pour la Coupe du monde 1934     | Yougoslavie                 | 2 - 2   | Suisse                   | BSK Stadion, Belgrade                          |                                                |
| 24 septembre 1933 · Historique des rencontres | Kragić 50e · Marjanović 61e | (0 - 0) | 76e Frigerio · 80e Jäggi | Spectateurs : 17 000 Arbitrage : Alois Beranek | Spectateurs : 17 000 Arbitrage : Alois Beranek |
| 24 septembre 1933 · Historique des rencontres | Rapport                     |         |                          | Spectateurs : 17 000 Arbitrage : Alois Beranek | Spectateurs : 17 000 Arbitrage : Alois Beranek |

| Éliminatoires pour la Coupe du monde 1934   | Suisse                           | 2 - 2   | Roumanie             | Wankdorf, Berne                               |                                               |
| 29 octobre 1933 · Historique des rencontres | Hifschmid 75e · Hochsträsser 84e | (0 - 1) | 18e Sepi · 67e Dobay | Spectateurs : 15 000 Arbitrage : Hans Boekman | Spectateurs : 15 000 Arbitrage : Hans Boekman |
| 29 octobre 1933 · Historique des rencontres | Rapport                          |         |                      | Spectateurs : 15 000 Arbitrage : Hans Boekman | Spectateurs : 15 000 Arbitrage : Hans Boekman |

| Match amical                                 | Suisse  | 0 - 2   | Allemagne                 | Hardturm, Zurich                                    |                                                     |
| 19 novembre 1933 · Historique des rencontres |         | (0 - 0) | 72e Hohmann · 85e Lachner | Spectateurs : 30 000 Arbitrage : Rinaldo Barlassina | Spectateurs : 30 000 Arbitrage : Rinaldo Barlassina |
| 19 novembre 1933 · Historique des rencontres | Rapport |         |                           | Spectateurs : 30 000 Arbitrage : Rinaldo Barlassina | Spectateurs : 30 000 Arbitrage : Rinaldo Barlassina |

| Coupe internationale européenne 1933-1935           | Italie                                                        | 5 - 2   | Suisse                   | Stadio Giovanni Berta, Florence              |                                              |
| 3 décembre 1933 · 14h30 · Historique des rencontres | Ferrari 8e · Pizziolo 44e · Orsi 49e · Meazza 55e · Monti 66e | (2 - 2) | 21e Bossi · 38e Kielholz | Spectateurs : 35 000 Arbitrage : Louis Baert | Spectateurs : 35 000 Arbitrage : Louis Baert |
| 3 décembre 1933 · 14h30 · Historique des rencontres | Rapport                                                       |         |                          | Spectateurs : 35 000 Arbitrage : Louis Baert | Spectateurs : 35 000 Arbitrage : Louis Baert |